# Bube-Benga (A.30) jezici
Bube-Benga (A.30) jezici, podskupina sjeverozapadnih bantu jezika u zoni A na području srednjoafričkih država Ekvatorijalna Gvineja, Kamerun i Gabon. Ima (5) predstavnika, to su: batanga ili bano’o [bnm], ukupno 15.000 u Ekvatorijalnoj Gvineji i Kamerunu; benga [bng], ukupno 4,100 u Ekvatorijalnoj Gvineji i Gabonu; i bube ili adeeyah [bvb], 40.000 (1995 UBS) na otocima Biombo i Fernando Po; i manji skup yasa s 2 jezika ngumbi [nui] i yasa [yko].

## Vanjske poveznice
- Ethnologue (14th)
- Ethnologue (15th)